# اقلیم جنب‌شمالگان
| Dsc Dsd |  | Dwc Dwd |  | Dfc Dfd |

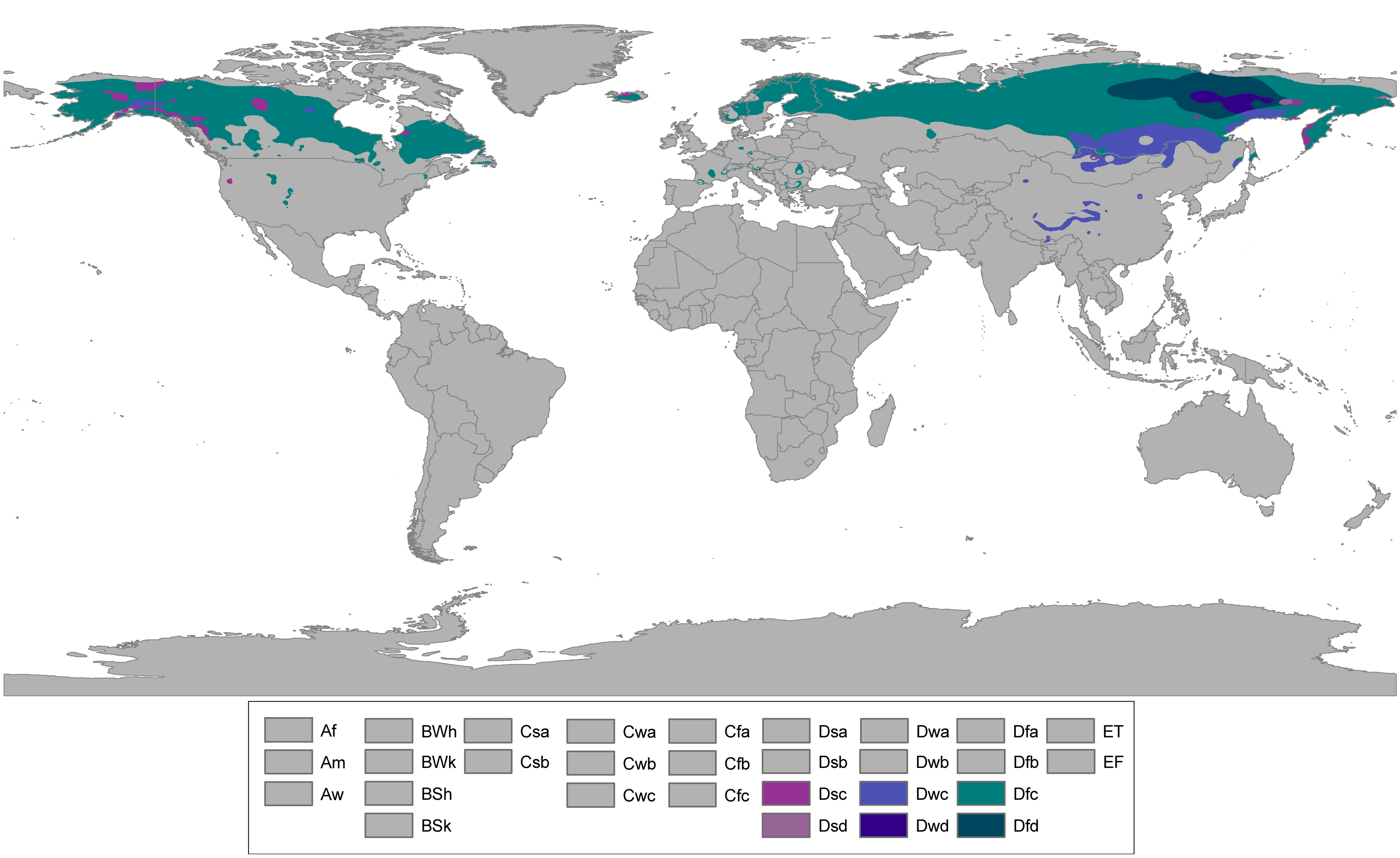
پراکنش جهانی اقلیم زیرشمالگانی

اقلیم جنب‌شمالگان، اقلیم جنب‌قطبی (به انگلیسی: Subpolar climate) یا اقلیم شمالگان (به انگلیسی: Boreal climate) اقلیمی از جهان است که از ویژگی‌های آن، زمستان‌های طولانی و معمولاً بسیار سرد، و تابستان‌های کوتاه و معتدل است.
این اقلیم در خشکی‌های گسترده‌ای که از اثرات تعدیل‌کننده آب‌وهوایی اقیانوس‌ها به دور مانده‌اند یافت می‌شود. اقلیم جنب‌شمالگان به‌طور کلی در عرض‌های جغرافیایی از ۵۰ ° تا ۷۰ ° شمالی در منطقه جنوبی‌تر از شمالگان (پیرامون قطب شمال) قرار گرفته‌است. در فارسی اقلیم جنب‌شمالگان را اقلیم زیر قطبی و جنب قطبی نیز نوشته‌اند که با توجه به این‌که این اقلیم تنها به محدوده جنوبی‌تر از قطب شمال مربوط می‌شود عبارت‌های دقیقی نمی‌باشند.
در طبقه‌بندی اقلیمی کوپن Köppen اقلیم جنب‌شمالگان شامل اقلیم‌های Dfc ,Dwc ,Dfd، و Dwd می‌شود. کد Dsc نیز که به این اقلیم مربوط است برای مناطق کوچک بسیار سردسیر در ارتفاعات بالا در سراسر حوضه مدیترانه، ایران، تاجیکستان، ترکیه، شرق واشینگتن، اورگان شرقی و آیداهو به‌کار می‌رود. تابستان‌ها در مناطق Dsc خشک است.
مناطق دارای اقلیم جنب‌شمالگان برخی از شدیدترین تغییرات دمای فصلی را دارند به‌ طوری‌ که در آن‌ها دمای هوا در زمستان ممکن است تا ۴۰ درجه زیر صفر و دمای تابستانی به ۳۰ درجه بالای صفر برسد. در این سرزمین‌ها تابستان کوتاه است و بیش از سه ماه از سال دوام نمی‌آورد.

## پراکنش
اقلیم Dfc که متداول‌ترین نوع از اقلیم جنب‌شمالگان است در مناطق زیر یافت می‌شود:
- بیشتر مناطق سیبری
- شبه‌جزیره کامچاتکا
- بخش‌های شمالی و مرکزی جزایر کوریل و جزیره ساخالین
- آلپ غربی بین ۱۶۰۰ و ۲۱۰۰ متر، و آلپ شرقی بین ۱۴۵۰ و ۱۸۰۰ متر - فرانسه، سوئیس، آلمان، ایتالیا و اتریش.
- پیرنه، بین ۱۶۰۰ و ۲۱۰۰ متر - آندورا، فرانسه و اسپانیا.
- نیمه شمالی اسکاندیناوی (زمستان خفیف در مناطق ساحلی)
- بیشتر بخش‌های از داخلی، غربی و میانه جنوبی آلاسکا
- مناطق بلند رشته‌کوه راکی در کلرادو، وایومینگ، آیداهو و ایالت مونتانا و کوه سفید نیوهمپشایر
- بیشتر کانادا از حدود ۵۳–۵۵ درجه شمالی تا به خط رویش درختان، از جمله:
- لابرادور جنوبی
- برخی از مناطق در داخل نیوفاندلند و لابرادور داخلی و در امتداد ساحل شمالی آن
  - استان کبک: ژامزی، کوت-نورد و دوردست‌های جنوبی نوناویک
  - دوردست‌های شمالی انتاریو
  - شمال منطقه علفزارهای کانادا
  - بیشتر یوکان
  - بیشتر نواحی شمال غرب

در بخش‌هایی از آسیا، پرفشار سیبری باعث می‌شود در زمستان خشک و با بارش برف بسیار محدود باشند، که ایجاد یک اقلیم Dwc در این مناطق می‌کند:
- بیشتر مناطق شمالی مغولستان
- روسیه:
  - بیشتر سرزمین خاباروفسک به جز جنوب آن
- جنوب شرقی یاقوتستان
- جنوب استان ماگادان
  - شمال استان آمور
  - شمال بوریاتیا
  - سرزمین زابایکالسکی
  - استان ایرکوتسک
- جمهوری خلق چین:
  - شهرستان تاهه و شهرستان موهه در هیلونگجیانگ
  - هولونبویر شمالی در مغولستان داخلی
  - گانان در گانسو (با توجه به ارتفاع زیاد)
  - هوآنگ‌نان (به دلیل ارتفاع افراطی)
  - بیشتر گارزه (با توجه به ارتفاع زیاد)
  - بیشتر قامدو (با توجه به ارتفاع زیاد)